# Писаревский, Николай Григорьевич
Никола́й Григо́рьевич Писаре́вский (1 [13] ноября 1821 — 21 июня [3 июля] 1895, Санкт-Петербург) — русский инженер в области электрических средств связи, военный топограф, редактор, публицист, общественный деятель.
Организатор и первый директор Технического училища почтово-телеграфного ведомства Российской империи (1886—1891), директор Электротехнического института (1891—1895).
Руководитель строительства первого в России подводного кабеля через Каспийское море от Баку до Красноводска (1879) и от Петербурга до Кронштадта.

## Биография
Происходил из дворян Подольской губернии. Родился 1 (13) ноября 1821 года.
Окончив с отличием Полоцкий кадетский корпус, продолжил учёбу в Дворянском полку, затем в чине прапорщика служил в 13-й артиллерийской бригаде. С 1843 по 1847 обучался на отделении геодезии и связи Военной академии Генерального штаба.
По окончании академии получил назначение в Генеральный штаб армии на должность помощника начальника геодезического отделения военно-топографического дела. Под его руководством группа офицеров впервые в истории русской армии произвела военно-топографические съёмки местности ряда важных в стратегическом отношении западных губерний Российской империи, были составлены топографические карты. За успешное выполнение заданий был повышен в звании и получил ряд наград и Высочайших благодарностей.
В 1855 году Н. Писаревский был назначен начальником фотографического отдела Генерального штаба армии. Занимался организацией подготовки специалистов-фотографов. В 1858 году был направлен за границу «для собирания сведений по фотографическому искусству». Посетил Лондон, Париж, Берлин; слушал курс лекций по физике в Сорбонне, встречался в Лондоне с Герценом, изучал фотоискусство. После возвращения в Россию стал активно внедрять фотографию в военное дело, за это был отмечен наградами. В 1859 году[уточнить] ему был присвоен чин полковника.
Н. Писаревский был хорошо известен в литературном мире. В 1860 году он организовал просветительское издательское товарищество «Общественная польза» и был одним из его первых директоров, а в 1861 году получил разрешение на издание газеты «Русский инвалид», как официальной газеты Военного министерства. Газета с 11 апреля 1861 года стала выходить под его редакцией как общественно-политическое издание. «Русский инвалид» занимал видное место среди органов печати России. На страницах газеты широко пропагандировалась идея необходимости проведения в России всеобъемлющих реформ, в особенности в армии и на флоте, выражалось горячее сочувствие крестьянской реформе. Под руководством Н. Писаревского газета приобрела ярко выраженный буржуазно-либеральный характер. В 1862 году Писаревский неофициальный отдел «Русского инвалида» выделил в самостоятельную газету «Современное слово». Деятельность Писаревского в этой газете нашла отклики в «Колоколе» Герцена и сатирических поэмах Н. А. Некрасова «Два издателя» и «Песня об Аргусе». В 1863 году был уволен со службы, что вызвало протест общественности. В июне 1864 года возвратился в армию и возобновил активную публицистическую деятельность.
В 1868—1885 годах — инспектор Телеграфного ведомства. Посетил почти все губернии империи, в том числе Сибирь, возглавлял Технический комитет Телеграфного ведомства, занимался вопросами производства отечественного кабеля. Глубокие знания в области электротехники, телеграфии, телефонии и накопленный за 10 лет инженерный опыт работы дали возможность Писаревскому, начиная с 1877, регулярно печатать свои статьи и практические руководства по телеграфному и телефонному делу, а также подготовить ряд книг и статей по физике, где была показана её роль в телеграфии. Особое внимание он уделял электрическим измерениям (первая в России книга по электрическим измерениям была написана именно Н. Г. Писаревским).
Н. Г. Писаревский так писал о своей работе: 

Ревизовал казенные телеграфные отделения почти всей России, издал руководство по устройству телеграфной линии, знакомился с телеграфным делом в Париже, Лондоне, руководил работами по прокладке кабеля от Петербурга до Кронштадта и от Баку до Красноводска
В 1886—1895 годах — организатор и директор (1886—1891) Технического училища Почтово-телеграфного ведомства, преобразованного в Электротехнический институт, первый директор ЭТИ (ныне СПБГЭТУ «ЛЭТИ») (1891—1895).
Автор ряда учебников и научно-технических пособий.
- «Общепонятная физика» (1852 , второе, исправленное и дополненное издание в трех частях в 1854 г. (ч. 1), в 1856 г. (ч. 2) и в 1858 г. (ч. 3))
- «Учебник физики для гимназий» (в соавт. 1859)
- «Общепонятная механика, применяемая к сельскому хозяйству, промышленности и домоводству, составленная по курсу Делона с изменениями, дополнениями и примечаниями» (1854)
- «Руководство к устройству воздушных телеграфных линий» (1878)
- «Телефоны и практическое их применение», (8 изданий, 1881)

Умер 21 июня (3 июля) 1895 года. Похоронен на Новодевичьем кладбище Санкт-Петербурга.